# Marek Napiórkowski
Marek Napiórkowski (ur. 27 października 1969 w Jeleniej Górze) – polski gitarzysta jazzowy, a także kompozytor. Profesor sztuk muzycznych i wykładowca na Uniwersytecie Muzycznym Fryderyka Chopina.

## Kariera muzyczna
Od początku swojej kariery pojawia się na szczytach polskich rankingów, a nieprzerwanie od 2012 roku, głosami czytelników Jazz Forum, wybierany jest Jazzowym Gitarzystą Roku. Szesnastokrotnie nominowany do Nagrody Muzycznej Fryderyk m.in. w kategoriach Jazzowy Artysta Roku i Jazzowy Album Roku. W 2019 roku uhonorowany statuetką Nagrody Muzycznej Fryderyk. Laureat nagrody Mateusz Trójki 2018 za album „WAW-NYC” przyznawanej przez Program III Polskiego Radia. Za nagraną wraz z orkiestrą AUKSO płytę „String Theory” otrzymał nagrodę O!Lśnienia Onetu w 2023 roku.
Realizuje się także jako kompozytor muzyki teatralnej i filmowej. Za ścieżkę dźwiękową do filmu „Bejbis” Andrzeja Saramonowicza otrzymał nominację do Polskiej Nagrody Filmowej „Orły” 2023 oraz Nagrodę Publiczności w konkursie Krakowskiego Festiwalu Muzyki Filmowej w kategorii Polska Ścieżka Dźwiękowa Roku. Nominowany także w kategorii Osobowość Roku do nagrody Koryfeusz Muzyki Polskiej 2023. Wyróżniony za muzykę do filmu „Miłość i puste słowa” w reżyserii Małgorzaty Imielskiej podczas 48. Lubuskiego Lata Filmowego – Łagów 2019. Spełnia się także jako kompozytor muzyki teatralnej.
Nagrał ponad 150 płyt z różnymi wykonawcami w tym kilkanaście autorskich. Na jego solowych płytach zagrali m.in. Chris Potter, Clarence Penn, Grégoire Maret, Mino Cinelu, Manuel Valera, Anna Maria Jopek, Leszek Możdżer czy Adam Pierończyk. Spośród muzyków, z którymi grał i nagrywał, warto wymienić takie postaci, jak: Tomasz Stańko, Adam Holzman, Marcus Miller, Hadrien Feraud, Sugar Blue, Henryk Miśkiewicz, Janusz Muniak, Tomasz Szukalski, Jan Ptaszyn Wróblewski, a także Pat Metheny, Richard Bona, Ivan Lins, Dhafer Youssef, Gonzalo Rubalcaba. Koncertował w Japonii, USA, Meksyku, Brazylii, Kanadzie, Indonezji, Chinach, Rosji i większości krajów Europy.
W latach 1993–2004 Marek Napiórkowski był współliderem elektrycznej grupy Funky Groove, która dwukrotnie została uznana Elektrycznym Zespołem Roku w ankiecie pisma Jazz Forum. W latach 2017–2019 roku prowadził autorską audycję „Dźwięki nieoczywiste” na antenie radia Chillizet, a obecnie jest gospodarzem audycji „Napiór w eterze” na antenie Radia Nowy Świat.

## Nagrody i wyróżnienia
| Rok  | Kategoria                                 | Tytułem                                               | Nagroda                           | Nota      | Źródło |
| ---- | ----------------------------------------- | ----------------------------------------------------- | --------------------------------- | --------- | ------ |
| 2005 | Jazzowy album roku                        | Marek Napiórkowski – Nap                              | Fryderyki 2005                    | Nominacja | [ 11 ] |
| 2005 | Jazzowy muzyk roku                        | Marek Napiórkowski                                    | Fryderyki 2005                    | Nominacja | [ 11 ] |
| 2008 | Jazzowy album roku                        | Marek Napiórkowski – Wolno                            | Fryderyki 2008                    | Nominacja | [ 12 ] |
| 2008 | Jazzowy muzyk roku                        | Marek Napiórkowski                                    | Fryderyki 2008                    | Nominacja | [ 12 ] |
| 2012 | Gitarzysta roku                           | Marek Napiórkowski                                    | „Jazz TOP” – Plebiscyt Jazz Forum | Laur      | [ 13 ] |
| 2013 | Gitarzysta roku                           | Marek Napiórkowski                                    | „Jazz TOP” – Plebiscyt Jazz Forum | Laur      | [ 14 ] |
| 2014 | Album roku – muzyka jazzowa               | Marek Napiórkowski – Up!                              | Fryderyki 2014                    | Nominacja | [ 15 ] |
| 2014 | Gitarzysta roku                           | Marek Napiórkowski                                    | „Jazz TOP” – Plebiscyt Jazz Forum | Laur      | [ 16 ] |
| 2015 | Gitarzysta roku                           | Marek Napiórkowski                                    | „Jazz TOP” – Plebiscyt Jazz Forum | Laur      | [ 17 ] |
| 2016 | Album roku – muzyka jazzowa               | Marek Napiórkowski, Artur Lesicki – Celuloid          | Fryderyki 2016                    | Nominacja | [ 18 ] |
| 2016 | Gitarzysta Roku                           | Marek Napiórkowski                                    | Jazz TOP – Plebiscyt Jazz Forum   | Laur      | [ 19 ] |
| 2017 | Jazzowy album roku                        | Marek Napiórkowski Sextet – Trójka Live               | Fryderyki 2017                    | Nominacja | [ 20 ] |
| 2017 | Jazzowy muzyk roku                        | Marek Napiórkowski                                    | Fryderyki 2017                    | Nominacja | [ 20 ] |
| 2018 | Muzyka Jazzowa – Wydarzenie               | Marek Napiórkowski WAW-NYC                            | Mateusze Trójki 2018              | Laur      | [ 21 ] |
| 2019 | Album Roku Muzyka Dziecięca i Młodzieżowa | Szukaj w snach – Natalia Kukulska, Marek Napiórkowski | Fryderyki 2019                    | Laur      | [ 22 ] |
| 2023 | Muzyka klasyczna, opera i jazz            | String Theory                                         | O!Lśnienia Onetu                  | Laur      | [ 23 ] |
| 2023 | Najlepsza Muzyka                          | Marek Napiórkowski – Bejbis                           | Polskiej Nagrody Filmowej „Orły”  | Nominacja | [ 24 ] |

## Dyskografia

### Dyskografia solowa
- 2022: String Theory (Wydawnictwo Agora, 2022) – kilkukrotnie nagrodzony album Marka Napiórkowskiego to wieloczęściowa suita napisana na gitarę improwizującą, sekcję rytmiczną oraz orkiestrę smyczkową AUKSO.
- 2022: Bejbis (Warner Music Poland, 2022) – muzyka do filmu pod tym samym tytułem w reżyserii Andrzeja Saramonowicza.
- 2020: Nocna Cisza Marek Napiórkowski, Artur Lesicki (Wydawnictwo Agora, 2020) – album nagrany ponownie wraz z Arturem Lesickim. Tradycyjne kolędy, a także współczesne melodie świąteczne i znane wszystkim tematy w nowej, zimowej i okazjonalnej odsłonie. W barwnych odcieniach różnorodnych gitar na płycie można usłyszeć osiem znanych melodii w zupełnie nowych aranżacjach.
- 2019: Hipokamp (Wydawnictwo Agora, 2019) – album nagrany z Janem Smoczyńskim, Pawłem Dobrowolskim, Luisem Ribeiro oraz gościnnym udziałem Adama Pierończyka.
- 2018: Szukaj w snach Natalia Kukulska, Marek Napiórkowski (Teatr Stary w Lublinie / Wydawnictwo Agora, 2018) – kołysanki dla dzieci i dorosłych. Album nagrany w towarzystwie Michała Dąbrówki, Pawła Pańty oraz Marcina Górnego. Płyta nagrodzona Fryderykiem.
- 2017: WAW-NYC (Wydawnictwo Agora, 2017) – album z udziałem muzyków z Nowego Jorku (Manuel Valera, Clarence Penn) oraz Warszawy (Robert Kubiszyn). Gościnnie w utworze „The Way” zagrał wybitny saksofonista Chris Potter.
- 2016: Marek Napiórkowski Sextet – Trójka Live (Polskie Radio S.A., 2016) – zapis koncertu z Muzycznego Studia Polskiego Radia im. Agnieszki Osieckiej z udziałem Adama Pierończyka, Krzysztofa Herdzina, Henryka Miśkiewicza, Roberta Kubiszyna i Pawła Dobrowolskiego
- 2015: Celuloid Marek Napiórkowski & Artur Lesicki (V-Records, 2015) – duet z Arturem Lesickim, przedstawiający najpiękniejsze melodie polskiej muzyki filmowej w jazzowej aranżacji oraz autorskie utwory gitarzystów.
- 2013: UP! (V-Records, 2013) – zrealizowana z niemal orkiestrowym rozmachem produkcja z udziałem Clarence’a Penna, Adama Pierończyka, Krzysztofa Herdzina, Henryka Miśkiewicza, Roberta Kubiszyna i nonetu muzyków symfonicznych.
- 2011: KonKubiNap (Universal Music Group, 2011) – koncertowy album nagrany w trio z Robertem Kubiszynem i Cezarym Konradem.
- 2007: Wolno (Universal Music Group, 2007) – album uzyskał status złotej płyty[25], zagrali na niej m.in. Grégoire Maret, Mino Cinelu, Michał Miśkiewicz i Robert Majewski.
- 2005: NAP (Universal Music Group, 2005) – z udziałem m.in. Anny Marii Jopek, Leszka Możdżera i Henryka Miśkiewicza.

### Dyskografia
- Funky Groove – Funky Groove (1997)
- Magda Femme – 5000 myśli (2001)[26]
- Funky Groove – Go to Chechua Mountain (2002)
- Ścierański – Napiórkowski – Jakubek – Dąbrówka – Live in Opole (2006)
- Abel Korzeniowski – Pogoda na jutro (2003)
- Anna Dąbrowska – Kilka historii na ten sam temat (2006)
- Anna Maria Jopek – Barefoot (2002)
- Anna Maria Jopek – Bosa (2000)
- Anna Maria Jopek – Dzisiaj z Betleyem (1999)
- Anna Maria Jopek – Farat (2003)
- Anna Maria Jopek – ID (2007)
- Anna Maria Jopek – Jo & Co (2008)
- Anna Maria Jopek – Niebo (2005)
- Anna Maria Jopek – Nienasycenie (2002)
- Anna Maria Jopek – Polanna (2011)
- Anna Maria Jopek – Secret (2005)
- Anna Maria Jopek – Szeptem (1998)
- Anna Maria Jopek & Pat Metheny – Upojenie (2002)
- Anna Serafińska – Ciepło – zimno (2004)
- Anna Serafińska & Jonasz Kofta – Nieobecni (1997)
- Ania Szarmach – Inna (2010)
- Monika Brodka – Album (2004)
- Monika Brodka – Moje piosenki (2006)
- Cveta Majtanović – Pogledaj u sutra (2006)
- Dawid Podsiadło – Comfort and Happiness (2013)
- Dorota Miśkiewicz – ALE (2012)
- Dorota Miśkiewicz – Caminho (2008)
- Dorota Miśkiewicz – Pod rzęsami (2005)
- Dorota Miśkiewicz Goes to Heaven – Zatrzymaj się (2002)
- Edyta Geppert – Wierzę piosence (2002)
- Ewa Cybulska – Love Dance – Ivan Lins Songbook (1998)
- Ewa Małas-Godlewska – Sentiments (2006)
- Ewa Małas-Godlewska & José Cura – Era of Love (2001)
- Ewa Małas-Godlewska & José Cura – Song of Love (2003)
- Grażyna Łobaszewska – Przepływamy (2012)
- Grzegorz Skawiński – Me & My Guitar (2012)
- Grzegorz Turnau – 11:11 (2005)
- Grzegorz Turnau – Fabryka Klamek (2010)
- Grzegorz Turnau – Och! Turnau (2011)
- Grzegorz Turnau – Zakochany Anioł (2005)
- Guilherme Coimbra – Ipanema Rainbow (2000)
- Henryk Miśkiewicz – Full Drive (2004)
- Henryk Miśkiewicz – Full Drive 2 (2007)
- Henryk Miśkiewicz feat. Michael „Patches” Stewart – Full Drive 3 (2012)
- Justyna Steczkowska – Daj mi chwilę (2007)
- Karolina Kozak – Tak zwyczajny dzień (2007)
- Katarzyna Groniec – Poste restante (2002)
- Krystyna Prońko – Supersession II Live (1998)
- Krystyna Prońko – Złość (1998)
- Krzysztof Herdzin – Dancing Flowers (2005)
- Krzysztof Herdzin – Jesteś Światłem (2013)
- Krzysztof Herdzin – Looking for Balance (2011)
- Krzysztof Kiljański – Powrót (2013)
- Krzysztof Pełech – Not Alone (2014)
- Krzysztof Ścierański – Night Lake (2014)
- Levandek – Songs for Friends (1994)
- Levandek meets Ewa Uryga – Colours of Soul (1996)
- Maciej Zieliński – Dlaczego nie! (2007)
- Maciej Zieliński – Nigdy w życiu (2004)
- Maciej Zieliński – Tylko mnie kochaj (2006)
- Makowiecki Band – Piosenki na NIE (2005)
- Maryla Rodowicz – Kochać (2005)
- Michael „Patches” Stewart – On Fire (2013)
- Natalia Kukulska – Natalia Kukulska (2003)
- Natalia Kukulska & Anna Jantar – Po tamtej stronie (2005)
- Robert Kubiszyn – Before Sunrise (2010)
- TGD – Wiara czyni cuda (2004)
- Wanda Warska – Piosenki z piwnicy (2004)
- Wojciech Gąssowski – I Wish You Love (2010)
- Wojciech Młynarski & Zbig’s Band – Duke po polsku (2002)